# Spilosoma nigricosta
Spilosoma nigricosta là một loài bướm đêm thuộc phân họ Arctiinae, họ Erebidae.